# سیارک ۱۲۲۱۱
سیارک ۱۲۲۱۱ (به انگلیسی: 12211 Arnoschmidt، نامگذاری:1981KJ) دوازده هزار و دویست و یازدهمین سیارک کشف شده‌است که در ۲۸ مه ۱۹۸۱ کشف شد.